# Level Plains, Alabama
Level Plains là một thị trấn thuộc quận Dale, tiểu bang Alabama, Hoa Kỳ. Dân số năm 2009 là 1526 người, mật độ đạt 192 người/km².